# Taquería

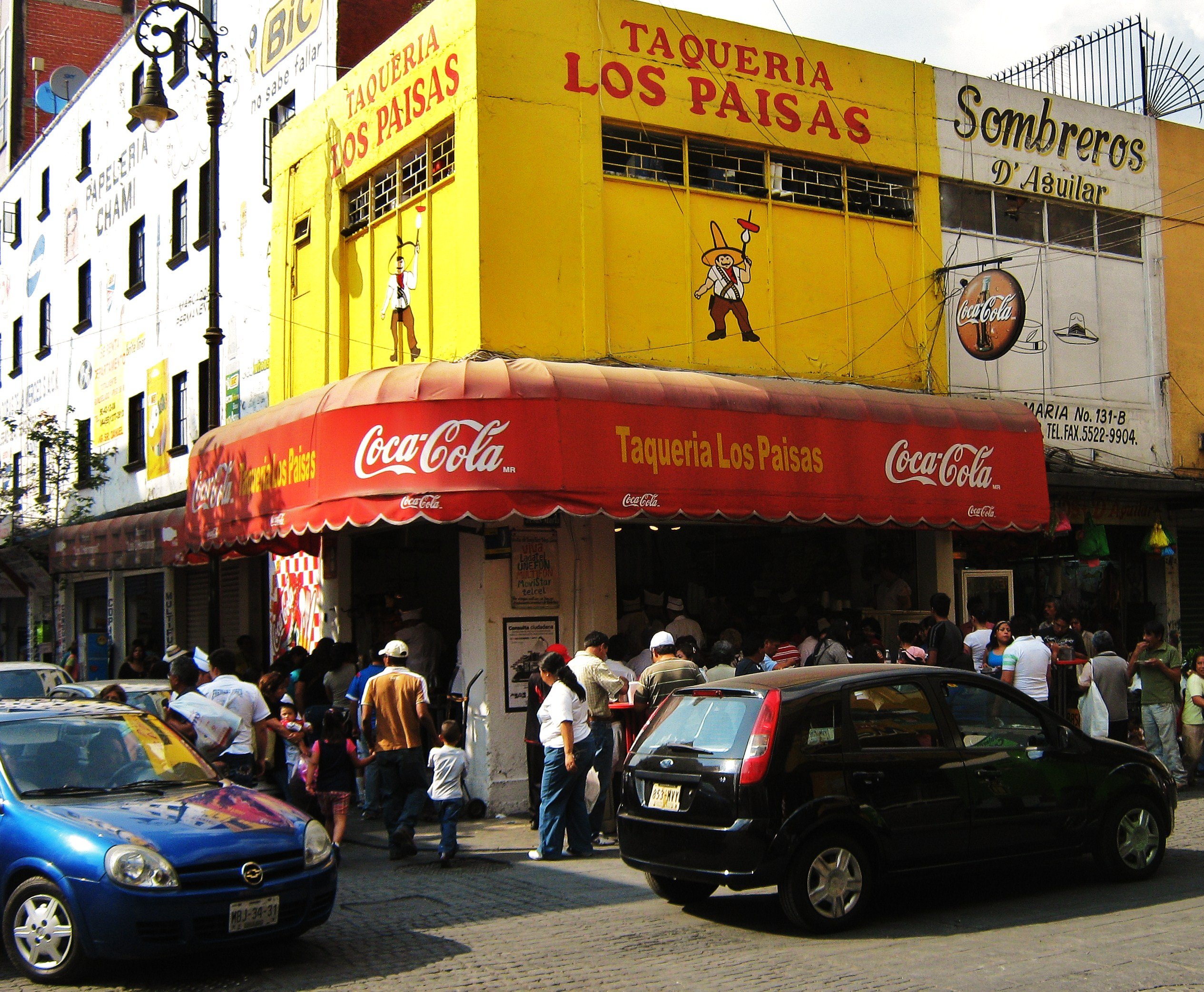
Taquería en el centro histórico de la Ciudad de México.

Una taquería es un restaurante de comida mexicana especializado en servir tacos surgido en México. Se diferencia de los puestos de tacos, estructuras callejeras que venden estos productos. 
Las taquerías no sólo existen y se encuentran en México, sino que ha expandido esa modalidad en muchos países del mundo. 

## Historia
Si bien, la costumbre de vender alimentos en la calle puede remontarse al tiempo de los mexicas, se tienen registros escritos de puestos callejeros que vendían tacos en el siglo XVIII Es a finales del siglo XIX, cuando se registran los primeros restaurantes dedicados a la venta de tacos. Se señala en algunas fuentes como la taquería Beatricita como el primer restaurante en especializarse en tacos en 1907 en el centro histórico de la Ciudad de México. En 1918, el Ayuntamiento de la Ciudad de México otorgó las primeras 78 licencias a establecimientos de venta de tacos llamándolas taquerías, aunque en esta denominación se incluyen puestos de tacos. En la década los años 1960, surgirían taquerías en colonias de clase alta de la ciudad.

## Características

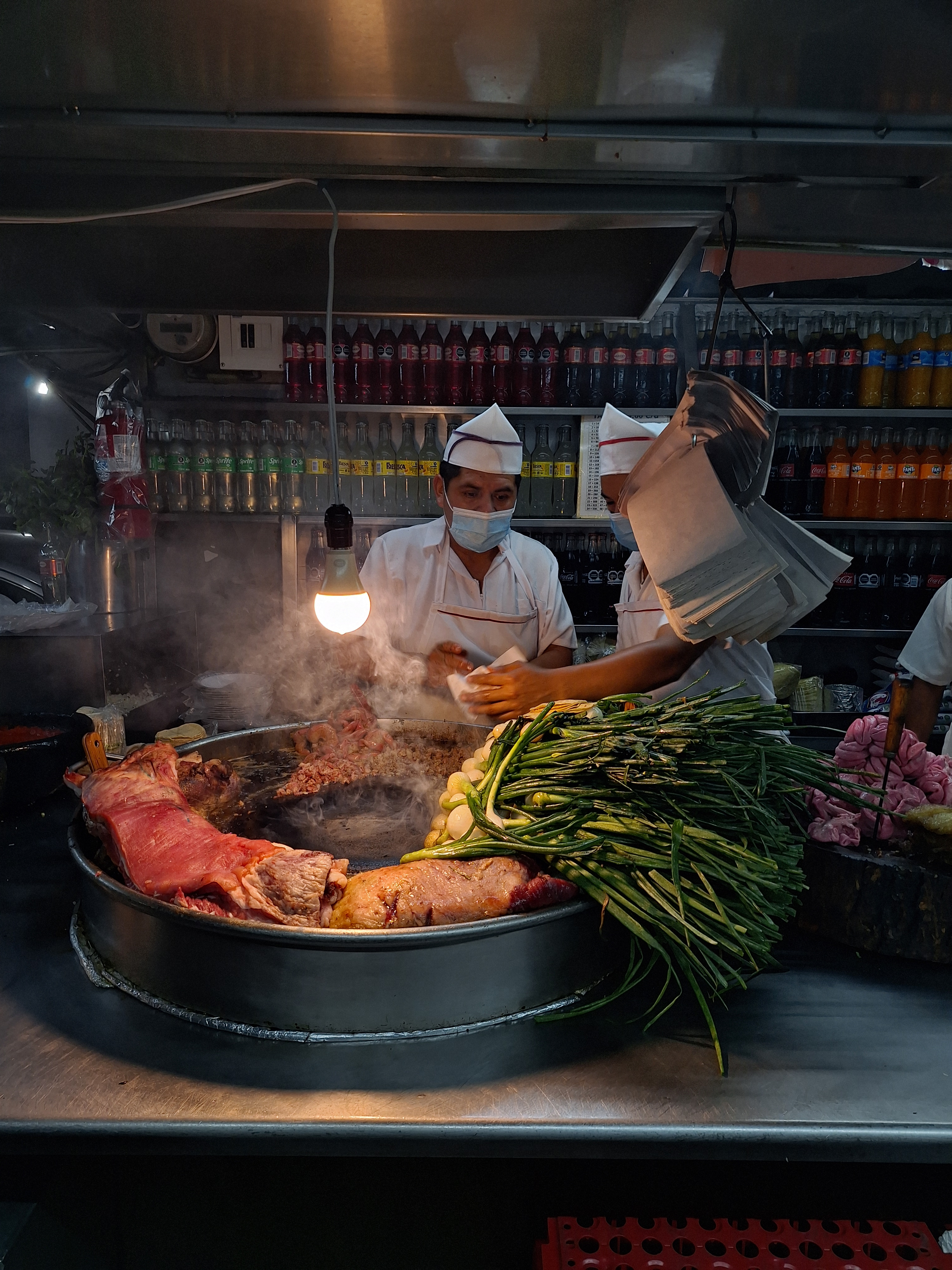
Taquería en la Ciudad de México

Dada la gran variedad de tacos que existen, lo más común es que cada taquería maneje únicamente algunos tipos específicos de alimentos a base de res, puerco, pollo y vegetales. Además de que ofrecen a sus comensales una variedad de distintas salsas, como acompañamiento casi obligado para sus productos.
En lo que se refiere a bebidas, siempre hay refrescos, aguas de sabores ("aguas frescas") y cerveza.

### Personal
- En las taquerías, dependiendo del tamaño del establecimiento y del tipo de tacos que ofrezca, puede haber varias personas que atienden a los comensales:
- Uno o varios parrilleros, que atienden una parrilla (generalmente de carbón) donde se preparan carnes para los tacos.
- Taqueros, que es el nombre genérico para referirse a las personas que elaboran los tacos.
- Tortilleros, las personas que elaboran las tortillas para hacer los tacos.
- Meseros para atender a los comensales.
- Un gerente que, en el caso de establecimientos de mayor tamaño, vigila el correcto funcionamiento del restaurante.
- Un cajero encargado de hacer los cobros.

## Franquicias
La enorme popularidad de los tacos ha originado que haya taquerías en prácticamente todo México. Lo más usual es que cada taquería opere en forma independiente, pero en los últimos 20 años han surgido algunas cadenas sumamente exitosas, que por medio de un modelo de franquicias se han expandido con docenas de sucursales en diversas ciudades mexicanas e incluso en otros países. 